# Station Jordanhill
Station Jordanhill is een spoorwegstation aan het Argyle Line in Glasgow, Schotland. Het station ligt bij het Jordanhill College van de University of Strathclyde.

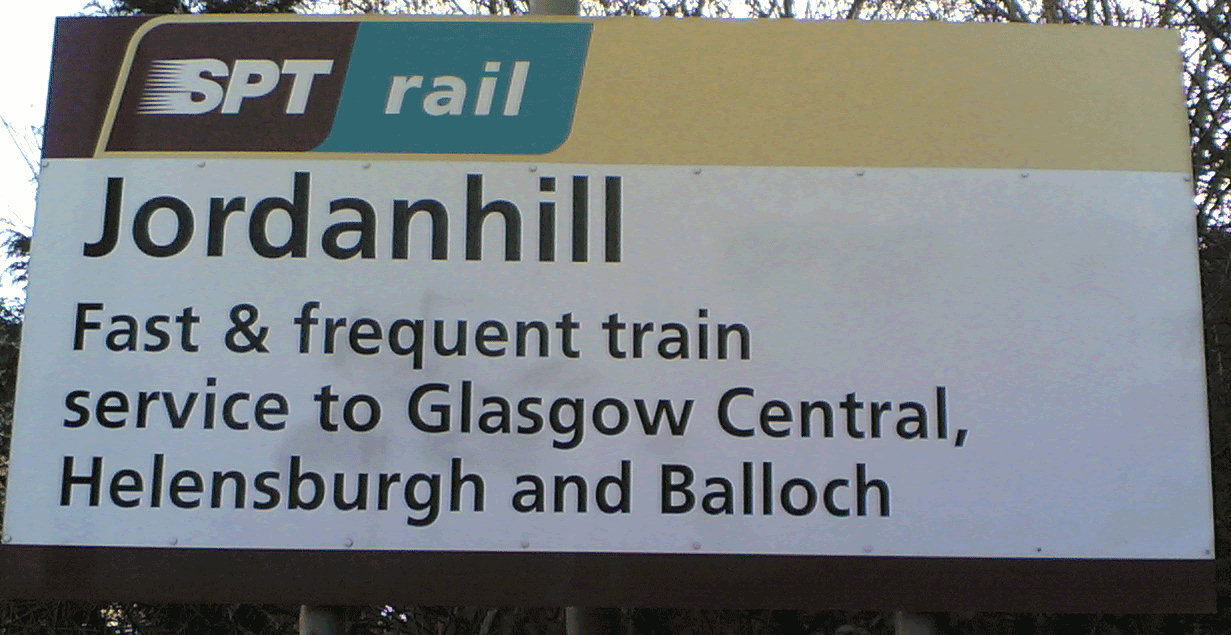
Stationsnaam met bestemmingen
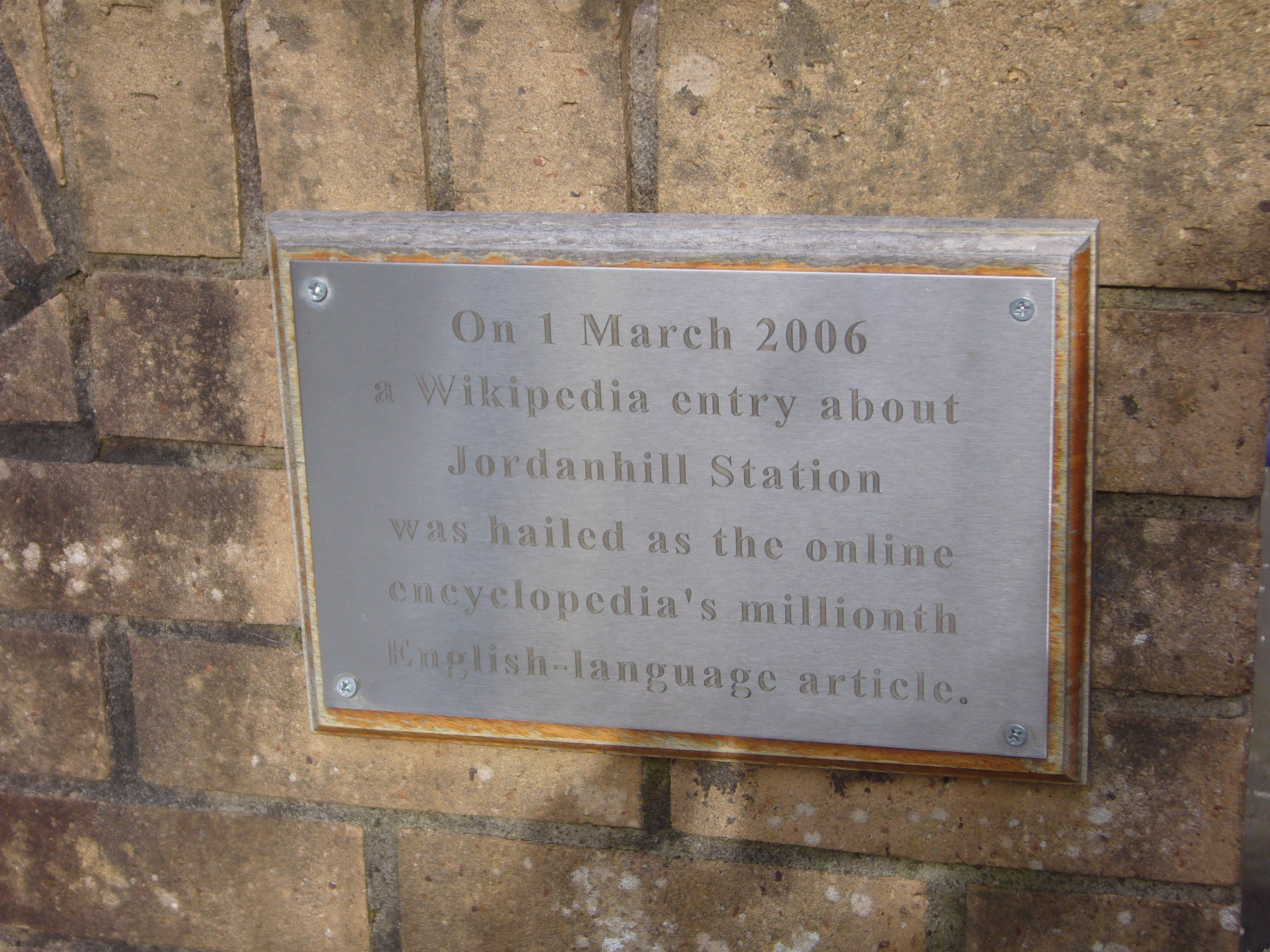
Plaquette: het artikel over station Jordanhill was het 1.000.000ste op de Engelse Wikipedia